# Acido formico
L'acido formico, nome sistematico acido metanoico, è il più semplice degli acidi carbossilici alifatici, rispetto ai quali è circa 10 volte più forte. La sua formula molecolare è H−C(=O)−OH. L'atomo di idrogeno unito al carbonio è una caratteristica unica, non presente negli altri acidi carbossilici ed è presente anche nella formaldeide. Come per quest'ultima, l'acido formico è facilmente ossidabile, dando anidride carbonica, per cui può comportarsi da riducente (vide infra).
I suoi sali, come pure i suoi esteri, sono detti "formiati". Tranne quello di piombo, quello di argento e pochissimi altri, i suoi sali sono ben solubili in acqua.
È un liquido incolore dall'odore pungente, corrosivo e, se tenuto a contatto con la pelle, provoca ustioni, distruggendo l'intero spessore del tessuto cutaneo.
Deve il suo nome alle formiche, nel cui organismo viene sintetizzato e usato come veleno urticante.

## Proprietà e struttura molecolare

### Stabilità e aspetto
L'acido formico è un composto termodinamicamente molto stabile, la sua formazione dagli elementi è fortemente esotermica: ΔHƒ° = -425,09 kJ/mol. In ambienti non ossidanti è stabile anche cineticamente.
In condizioni ambiente, l'acido formico si presenta come un liquido incolore, infiammabile e con un odore pungente e penetrante.

### Polarità e legami idrogeno
La sua molecola è polare, il suo momento di dipolo è μ = 1,410 D. Parallelamente, il liquido è protico con alta costante dielettrica (εr = 51,1 a 25 °C) ed è solubile in ogni rapporto in acqua, metanolo, etanolo, etere, acetato di etile, glicerolo e ammoniaca liquida; è molto solubile in acetone e in acido fluoridrico; è discretamente solubile anche in benzene e toluene.
In fase vapore, come liquido puro e in soluzione di solventi aprotici forma dimeri legati tra loro attraverso due legami a idrogeno, piuttosto che da singole molecole. Per questa ragione, l'acido formico gassoso esibisce importanti deviazioni dalla legge dei gas ideali. L'acido formico solido, che può esistere in uno dei due polimorfi, è costituito da una rete virtualmente infinita di molecole di acido formico collegate da legami idrogeno. L'acido formico liquido tende a sopraffondere.

### Autoprotolisi e solvente non acquoso
L'acido formico liquido va soggetto ad un'estesa autoprotolisi, pK = 6,2 (pK = 14 per l'acqua):
2 H−C(=O)−OH   ⇄   H−C(=O)−O− + H−C+(OH)2
Per questo e per i notevoli valori della polarità e della costante dielettrica, l'acido formico anidro è preso in considerazione come solvente non acquoso ed è usato in tal senso in titolazioni di ammine, ammidi e altre basi organiche.

### Geometria molecolare
La molecola è planare con simmetria Cs. L'atomo di carbonio è tricoordinato e  ibridato sp2.

## Produzione
Viene ottenuto per la prima volta nel 1670 dalla distillazione distruttiva di formiche.
Industrialmente viene prodotto per ossidazione del metanolo.
L'acido formico è prodotto facendo prima reagire a 80 °C e ad una pressione di 40 atm in fase liquida il metanolo con monossido di carbonio:
{\displaystyle {\ce {CH3OH + CO -> HCOOCH3}}}
Si forma il formiato di metile, un derivato, che viene successivamente idrolizzato:
{\displaystyle {\ce {HCOOCH3 + H2O -> HCOOH + CH3OH}}}
Dato che per l'idrolisi è necessaria una grande quantità di acqua, si preferisce fare reagire prima il formiato con ammoniaca per formare la formammide:
{\displaystyle {\ce {HCOOCH3 + NH3 -> HCONH2 + CH3OH}}}
Poi la formammide viene idrolizzata con acqua ed acido solforico:
{\displaystyle {\ce {2 HCONH2 + 2 H2O + H2SO4 -> 2 HCOOH + (NH4)2SO4}}}
Un altro metodo è quello di fare reagire l'ossido di carbonio con idrossido di sodio per formare il sodio formiato
{\displaystyle {\ce {CO + NaOH -> HCOONa}}}
Quest'ultimo viene fatto poi reagire con acido solforico per produrre l'acido formico:
{\displaystyle {\ce {2HCOONa + H2SO4 -> 2HCOOH + Na2SO4}}}
In biochimica il formiato viene prodotto dall'ossalato in ambiente acido grazie all'azione dell'enzima ossalato decarbossilasi. Dalla reazione si produce anche anidride carbonica.
{\displaystyle {\ce {HOOCCOO- + H+ -> HCOO- + CO2}}}

## Usi
L'uso principale dell'acido formico è come agente conservante e antibatterico nei mangimi per animali d'allevamento. Vaporizzato sul fieno o su altri foraggi, ne arresta alcuni processi di fermentazione. Nell'industria avicola viene a volte addizionato al mangime per eliminare i batteri della salmonella.
Tra gli additivi alimentari è identificato dalla sigla E 236.
In apicoltura viene usato nella lotta contro la Varroa destructor. La difficoltà e la pericolosità di somministrazione ne limitano l'utilizzo.
Alcuni uccelli, tra cui il corvo e la ghiandaia, provocano pesantemente le formiche, che nel tentativo di respingere il molestatore gli spruzzano contro l'acido formico. Questa pratica è nota col nome di anting o bagno di formiche. L'uccello si serve dell'acido per liberarsi dei parassiti.
I formiati, sali derivati dell'acido formico, vengono impiegati nell'industria tessile, della carta, della gomma, della plastica e nella concia dei pellami. Alcuni suoi esteri trovano uso come aromi artificiali e come profumi.